# Juan Antonio Jara
Doctor Juan Antonio Jara Pereira (Asunción, 1845-1887) fue un político y abogado  paraguayo. Fue vicepresidente del Paraguay entre 1882 y 1886, proveniente de una rica familia de terratenientes, nació hacia 1845. Fue enviado a estudiar a Europa y regresó al país al finalizar la Guerra de la Triple Alianza, donde empezó a activar en política. Se dedicó al periodismo y a la actividad comercial. Ocupó la titularidad de varias secretarías de Estado (Relaciones Exteriores y Hacienda). Uno de los barrios más importantes de Asunción lleva su apellido (Barrio Jara) ya que en el siglo XIX, los terrenos en los que actualmente se asienta el barrio, pertenecían a don Juan Antonio Jara y a su esposa Doña Marcelina Martínez.-
Acompañó al general Bernardino Caballero como Vicepresidente de la República para el periodo 1882-1886, pero pronto rompió con el gobierno y se pasó a la oposición, llegando a participar de una conspiración dirigida a eliminar al Presidente. Don Juan Antonio Jara fue uno de los fundadores del Partido Liberal, el 10 de julio de 1887. Falleció poco después. Es por línea materna, el tatarabuelo del expresidente Horacio Cartes Jara  
| Predecesor: Adolfo Saguier | Vicepresidente de la República del Paraguay 1882 - 1886 | Sucesor: José del Rosario Miranda |